# Hilara escorialensis
Hilara escorialensis är en tvåvingeart som beskrevs av Gabriel Strobl 1909. Hilara escorialensis ingår i släktet Hilara och familjen dansflugor. Inga underarter finns listade i Catalogue of Life.